# Franz Rothbart
Franz Rothbart (auch Franz Rotbart, teilw. nur Ruprecht bzw. Rupertus, lat. Franciscus Aenobarbus; * 1480 in Görlitz; † 29. Februar 1570 in Bunzlau) war der erste evangelische Pfarrer in Görlitz. Durch seine gegenüber dem Rat beständigen lutherischen Predigen wird er auch als der eigentliche Görlitzer Reformator bezeichnet.

## Biografie
Sein Vater Merten Rotbart war Tuchmacher bzw. je nach Quelle Rotgerber. Seine Mutter hieß Margarete.
Bis zu seiner Zeit als Pfarrer in Görlitz war Rothbart Diakon bzw. Pleban in Sprottau. Im April 1520 wurde er zum Geistlichen gewählt und als Nachfolger von Martin Fabri nach Görlitz berufen. Der Historiker Otto Kämmel beschrieb Rothbart als „keine bedeutende Natur“, der Görlitzer Chronist Johannes Hass als „guten, simplen (schlichten) Mann“. Zunächst eher zurückhaltend gewesen, begann er aber ab Sommer 1521 konsequent und mit Gehör bei der Gemeinde im Luther’schen Sinne zu predigen. Zu seinen Anhängern zählten hauptsächlich Tuchmacher und Handwerker. Sie verbanden nämlich ihre sozialen Forderungen mit Martin Luthers Gedanken. Am 23. Februar 1521 hatte der Görlitzer Rat und Pfarrer Rothbart dem Görlitzer Erzpriester Thomas Leise noch erlaubt, eine Kopie der Bannbulle gegen Luther an das Tor der Hauptkirche (St. Peter und Paul) zu schlagen. Zudem war in diesem Jahr die Pest in Görlitz ausgebrochen und der Rat aus Furcht aus der Stadt geflohen, was Rothbart Raum für seine Predigen verschaffte. Die gleichermaßen geflüchteten Bürger kehrten durch Rotbarts Predigen und, „die Waffe des Volkes bereit zum Abfall von der alten Kirche“ erkennend, in die gezeichnete Stadt zurück. Daraufhin entließ der Rat Rothbart, besonders auf Ansuchen Johannes Hass’, im April 1523. Der neue Pfarrer Nikolaus Zeidler aber gab dem Druck der Gemeinde nach und predigte lutherisch. Nach zwei weiteren altgläubigen Pfarrern entstanden Tumulte. Weil der Rat einen Aufstand verhindern wollte und auf Vermittlung des eingeschalteten Dekans Paul Küchler, trat der nach Breslau geflüchtete Rothbart sein Amt, nach von ihm aus Breslau bekundeten Bedingungen am 5. April 1525 in Görlitz wieder an. Bereits 1524 hatte er von Hans Frenzel die Kollatur erhalten.
Am 29. August 1530 heiratete er entgegen einer Abmahnung des Rates Anna Wolf (möglicherweise Tuchmacherstochter), zudem auf dem Pfarrhof, und wurde, wie es einigen Pfarrern, beispielsweise Lorenz Heidenreich in Zittau und Donat Pfeiffer in Kamenz, vor ihm aus gleichem Grund auch erging, erneut abgesetzt, diesmal aber wirkungsvoll.
Rothbart bewohnte den „uralten“ Pfarrhof neben der Nikolaikirche. Er diente seinerzeit als Ort für „schwer (zu) beaufsichtigen(de)“ und dem Rat „mißliebige Versammlungen“ Geistlicher, die ihn innerhalb ihrer Exemtion und dem Rat zur Erschwernis auch für den damals unliebsamen Bierausschank nutzten. 1532, unmittelbar nach Rothbarts Auszug, wurde er „bis auf den Grund“ abgerissen.
Nun ging er nach Wittenberg, noch 1532 wurde er nach Bunzlau berufen, 1540 nach Freystadt, kehrte nach zwei Jahren aber wieder nach Bunzlau zurück, wo er „nach dreifacher Ehe“ als Jubelpriester im Alter von 90 Jahren starb. Es sind zwei Töchter aus zweiter Ehe mit einer aus der Familie Hanewald überliefert: Martha und Dorothea.